# Armen Ambartsumjan
Armen Ambartsumjan (armeniska: Արմեն Համբարձումյան, Armen Hambartjowmjan; bulgariska: Армен Амбарцумян, Armen Ambartsumjan) född 18 februari 1978 i Plovdiv, Bulgarien, är en armenisk-bulgarisk före detta fotbollsmålvakt. 
Ambartsumjan var tidigare en del av Armeniens herrlandslag i fotboll. Mellan år 2002 och 2004 spelade han 8 landskamper. Debuten gjorde han den 7 juni 2002 i en match mot Andorra. 